# Thales Watchkeeper WK450
Der Watchkeeper 450 ist eine unbemannte Aufklärungsdrohne für die britischen Streitkräfte.

## Geschichte
Das im Juli 2005 gestartete, 800 Mio. Pfund teure Programm wurde an Thales UK als Hauptauftragnehmer vergeben. Das Fluggerät beruht auf der israelischen Elbit-Hermes-450-Drohne und wird für den Einsatzzweck mit optischen Sensoren, einem im Ku-Band arbeitenden Radar und einem automatischen Start- und Landesystem ausgerüstet. Die Britischen Streitkräfte haben 54 Fluggeräte und 15 Bodenstationen bestellt.
Der Erstflug der Drohne fand am 16. April 2008 in Megiddo in Israel statt. Der Erstflug in Großbritannien (in Aberporth in Wales) fand am 14. April 2010 statt. Bis Ende 2010 sollten die einsatzbereiten Geräte mit der notwendigen Bodenausrüstung an die britischen Streitkräfte geliefert werden, der Liefertermin wurde jedoch zunächst auf Februar, später auf Ende 2011 verschoben. Später sollte Watchkeeper im ersten Quartal 2012 nach Afghanistan und über das restliche Jahr 2012 hinweg in zunehmenden Stückzahlen geliefert werden. Im März 2012 erklärte der zuständige Minister Peter Luff dem britischen Parlament, dass sich die Auslieferung verzögere, da die Zulassung für die zivile Luftfahrt noch ausstünde. Er verzichtete hierbei bewusst auf eine Terminangabe, da sie nur Spekulation wäre. Bereits im Februar hatte das Verteidigungsministerium angekündigt, Watchkeeper doch noch im Jahr 2012 in Afghanistan einsetzen zu wollen, was jedoch wegen technischen Problemen nicht umgesetzt wurde.
Ursprünglich war von Großbritannien geplant, mit Watchkeeper 2011 das bisher verwendete UAV Lydian abzulösen. Inzwischen hat auch Frankreich Interesse an der Drohne bekundet, um seine unbemannten Sagem Sperwer ersetzen zu können. Eine Evaluation hierzu begann im Oktober 2012 und sollte 2013 abgeschlossen werden.
Im September 2014 kam die Watchkeeper schließlich in Afghanistan zum Einsatz. Noch unbewaffnet wurde sie zur Überwachung und Zielerkennung eingesetzt und absolvierte etwa 140 Flüge.
Im Januar 2016 wurde bekannt, dass Thales in Zusammenarbeit mit dem polnischen Elektronikunternehmen WB Electronics die Watchkeeper im Rahmen des polnischen Rüstungsprogramms Gryf weiterentwickelt hat. So wurde die Drohne mit einem I-Master SAR-Radar und weiterer Optronik von Thales für den sichtbaren und IR-Bereich sowie einem Laser-Beleuchter ausgerüstet. Darüber hinaus wurde die Möglichkeit entwickelt, eine FreeFall Lightweight Multirole Missile (FFLMM) mit einem 2-kg-Gefechtskopf und Laser- sowie GPS-Steuerung einzurüsten.

## Technik
Angetrieben wird die Drohne von einem Wankelmotor mit 38 kW Leistung, welcher einen Zweiblatt-Schubpropeller antreibt. Als Nutzlast sind 150 kg angegeben.

## Technische Daten
| Kenngröße             | Daten          |
| --------------------- | -------------- |
| Länge                 | 6,1 m          |
| Spannweite            | 10,51 m        |
| Startmasse            | 450 kg         |
| Höchstgeschwindigkeit | 175 km/h       |
| Flughöhe              | 5500 m         |
| Einsatzdauer          | bis 20 Stunden |